# José García (Fußballspieler, 1926)
José „Loncha“ García (* 21. Februar 1926 in Pocitos, Montevideo; † 8. Januar 2011) war ein uruguayischer Fußballspieler.

## Karriere

### Verein
Der Mittelfeldspieler José García gehörte der Jugendmannschaft des Club Atlético Defensor an. Er stand dort zu Beginn seiner Laufbahn mindestens von 1944 bis 1949 in der Primera División in Reihen der Erstligamannschaft. 1947 siegte er mit dem Team im Torneo de Honor. Von der Saison 1949/50 bis 1954/55 absolvierte er für den italienischen Seria-A-Klub FC Bologna 107 Erstligaspiele und schoss 16 Tore. In der Spielzeit 1955/56 folgte ein Engagement auf Leihbasis bei Bolognas Ligakonkurrent Atalanta Bergamo. Für diesen lief er 13-mal in der höchsten italienischen Spielklasse auf und traf einmal ins gegnerische Tor.

### Nationalmannschaft
García war Mitglied der A-Nationalmannschaft Uruguays, für die er zwischen dem 24. Januar 1945 bis zu seinem letzten Einsatz am 11. April 1948 21 Länderspiele absolvierte. Dabei erzielte er vier Länderspieltore. Er gehörte dem Aufgebot Uruguays bei den Südamerikameisterschaften 1945, 1946 und 1947 an. Er nahm mit Uruguay an der Copa Río Branco der Jahre 1947 und 1948 teil. 1948 gewann er mit der von Juan López trainierten uruguayischen Auswahl die Copa Perón. García gehörte zudem der Vorauswahl für die Weltmeisterschaft 1950 an, wurde allerdings letztlich nicht in den Kader berufen.

### Erfolge
- Copa Perón: 1948
- Torneo de Honor: 1947

## Trainertätigkeit
Im Alter von 31 Jahren übernahm er die Trainingsleitung bei Defensor.